# Artona albifascia
Artona albifascia es una especie de polilla del género Artona, familia Zygaenidae.
Fue descrita científicamente por Leech en 1898.